# Gare de Guildford
La gare de Guildford est une gare ferroviaire du Royaume-Uni, située sur le territoire de la ville de Guildford, dans le comté du Surrey.

## Histoire

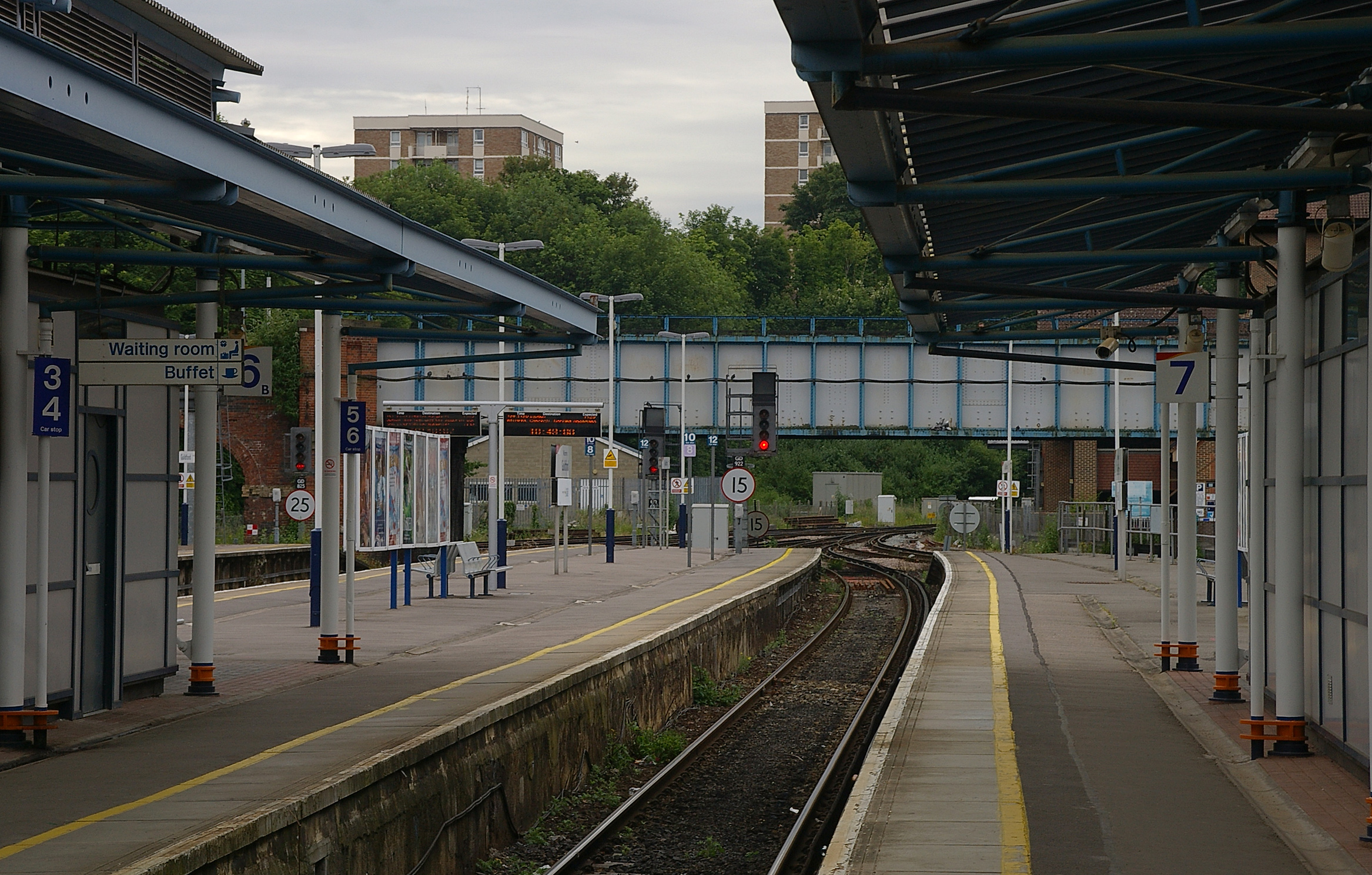
Les voies 6 et 7 utilisées par la même ligne